# Cochleanthes flabelliformis
Cochleanthes flabelliformis là một loài lan và là loài điển hình của chi Cochleanthes.

## Hình ảnh

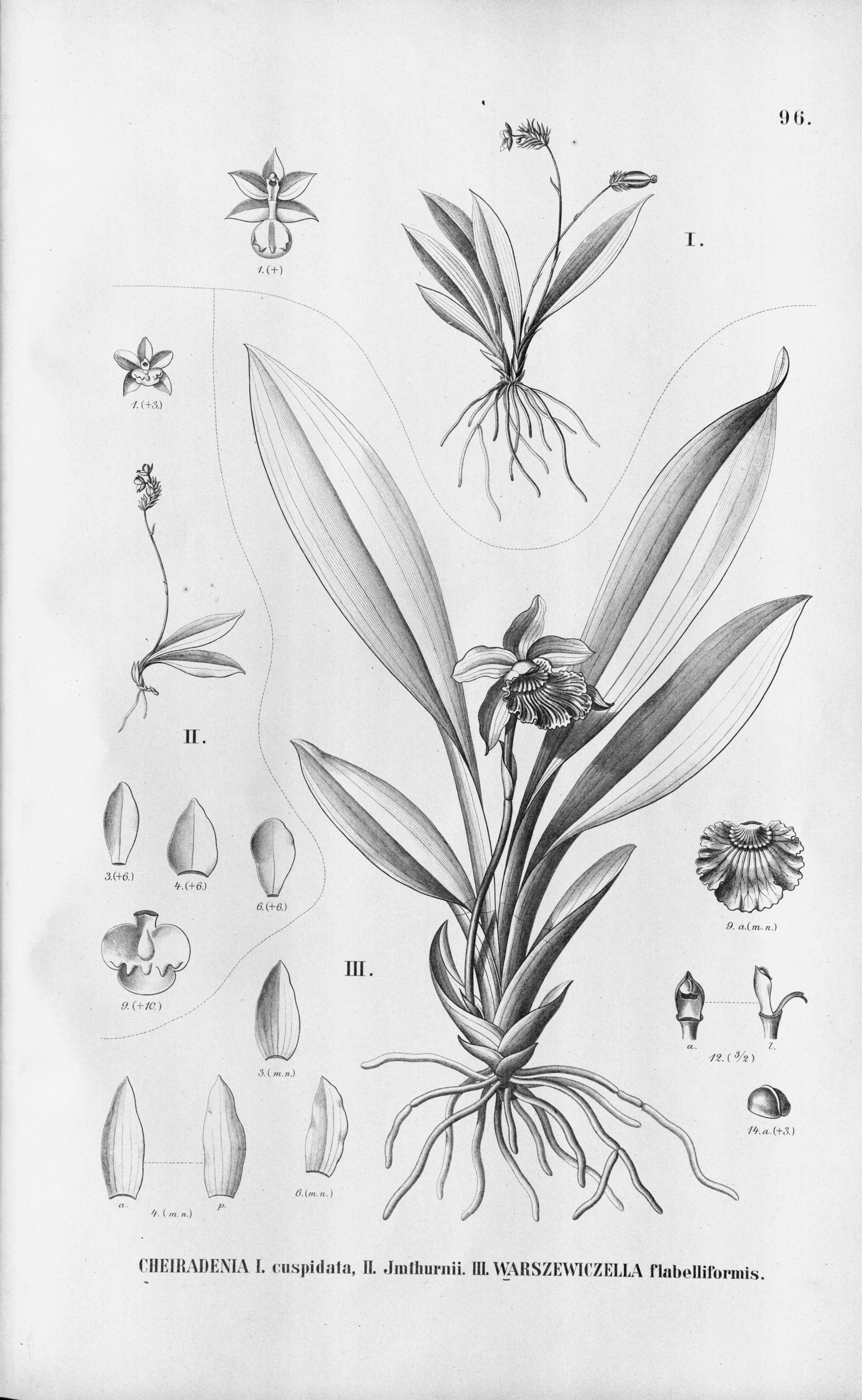
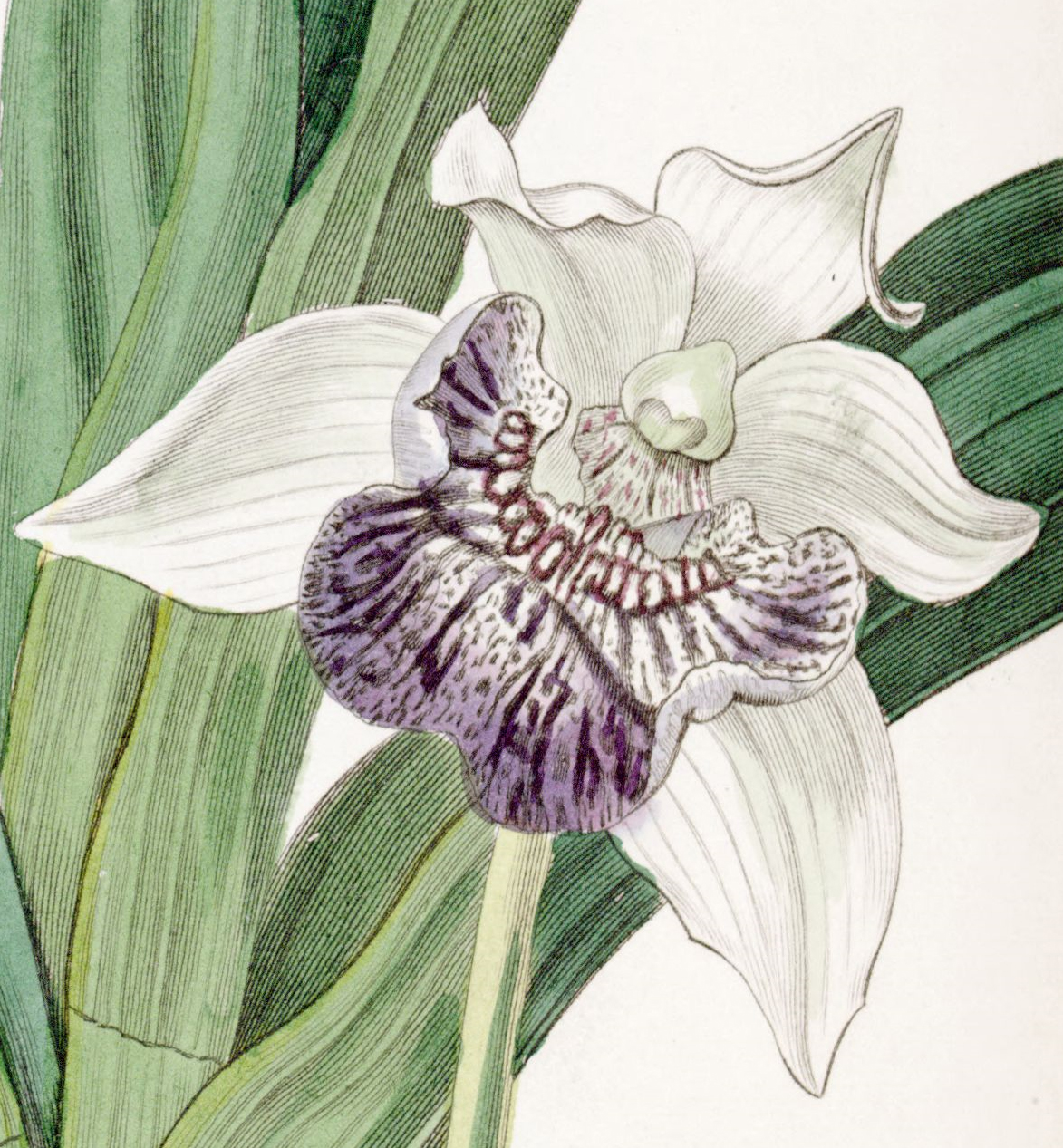

- Tập tin:Cochleanthes flabelliformis (syn. Zygopetalum cochleare) Curtis v. 64 pl. 3585.jpg